# 上越三和道路
上越三和道路（じょうえつさんわどうろ）は新潟県上越市にあり、国道18号上新バイパス寺ICから三和ICに至る延長7.0 kmの地域高規格道路である。国道253号の自動車専用道路として事業が進められている。
新潟県南西部の上越市を中心とする上越地域と十日町市・南魚沼市を中心とする魚沼地域を相互に連絡する地域高規格道路上越魚沼地域振興快速道路の一部を形成する。現道の国道253号は沿線に民家が多く道路の幅員が狭いこともあり、特に冬場の降雪時には自動車の走行に危険を生じている。このような降雪・積雪による危険を排除し、通過交通を円滑に処理することによって地域の発展や日常生活の向上が期待されている。

## 概要

### 路線データ
- 起点 - 上越市大字寺[1]（寺IC = 国道18号上新バイパス交点）
- 終点 - 上越市三和区本郷[1]（三和IC = 新潟県道30号新井柿崎線・国道253号三和安塚道路交点）
- 全長 - 7.0 km[1]（寺ICランプ0.4 kmを合わせると7.4 km）
- 規格 - 第1種第3級[1]
- 設計速度 - 80 km/h[1]
- 車線数 - 4車線[1]（暫定2車線）
- 指定区間 - なし（ただし、権限代行により国土交通省が事業主体[1]）

## 歴史

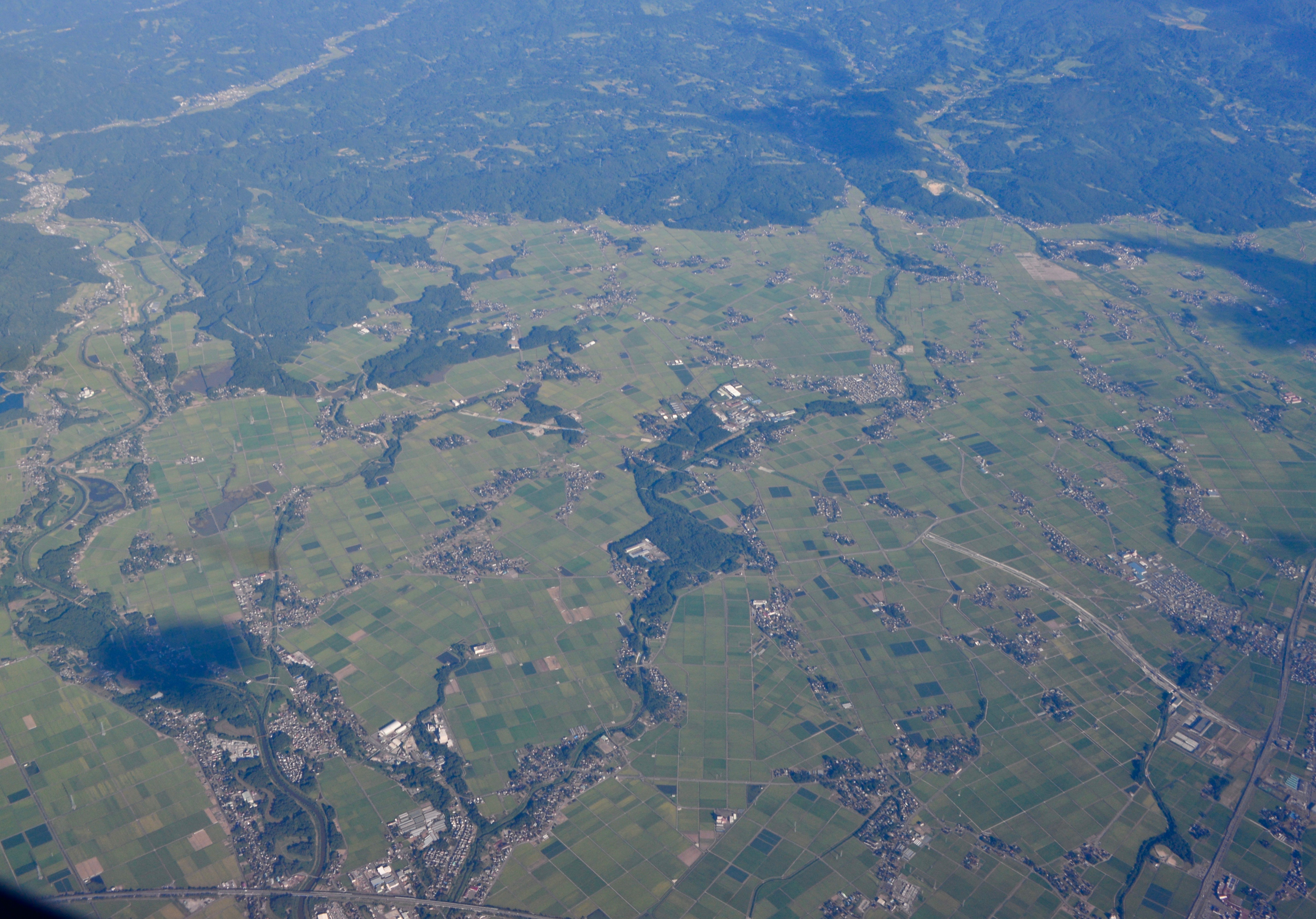
建設中の上越三和道路（2019年8月撮影）

- 1994年（平成6年）12月16日 - 上越魚沼地域振興快速道路 上越市 - 六日町（現南魚沼市）（L=60 km）が計画路線に指定[1]。
- 1995年（平成7年）8月23日 - 上越市 - 松代町（29 km）が調査区間に指定[1]。
- 1998年（平成10年）12月18日 - 上越三和道路（7 km）が整備区間に指定[1]。
- 2000年（平成12年）3月7日 - 上越三和道路が都市計画決定[1]。
- 2001年（平成13年） - 用地着手[1]。
- 2002年（平成14年） - 着工[1]。
- 2019年（平成31年）3月24日 - 寺IC - 鶴町IC間開通[2][3]。
- 2019年（令和元年）11月22日 - 門田新田IC供用開始[4]。

## 地理

### 通過する自治体
- 新潟県
  - 上越市

### インターチェンジなど
- 寺IC（国道18号上新バイパス・新潟県道13号上越安塚柏崎線）
- 門田新田IC（新潟県道13号上越安塚柏崎線）
- 鶴町IC（新潟県道77号上越頸城大潟線）
- （三和IC（新潟県道30号新井柿崎線・国道253号三和安塚道路） - 予定）